# Michael Sadler
Michael Sadler (Penarth, 5 luglio 1954) è un bassista britannico naturalizzato statunitense, membro fondatore della band rock progressivo Saga.

## Biografia
All'inizio della sua carriera, insieme ai  musicisti Ian Crichton e Jim Gilmour fonda la band Saga. La band ha pubblicato la sua prima canzone On The Loose. La canzone è stata molto apprezzata dai fan. Allo stesso modo, per il capolavoro, la band era conosciuta da molte persone.
Ha al suo attivo numerose collaborazioni, come quelle con Bobby Kimball e Justin Hayward. Sadler ha pubblicato tre album da solista, tra cui "Back Where You Belong" (1998) e "Clear" (2004). Questi album si rifanno al suono SAGA della metà degli anni '80.

## Discografia

### Album in studio
- 1979 – Images at Twilight
- 1980 – Silent Knight
- 1981 – Worlds Apart
- 1983 – Heads or Tales
- 1985 – Behaviour
- 1989 – The Beginner's Guide to Throwing Shapes
- 1993 – The Security of Illusion
- 1994 – Steel Umbrellas
- 1995 – Generation 13
- 1997 – Pleasure & the Pain
- 1999 – Full Circle
- 2001 – House of Cards
- 2003 – Marathon
- 2006 – Trust
- 2007 – 10,000 Days
- 2009 – The Human Condition
- 2012 – 20/20
- 2014 – Sagacity
- 2021 – Simmetry

### Solista
- 1998 - Back Where You Belong
- 2004 - Clear
- 2014 - One Clear Night